# Журавлёвское сельское поселение (Крым)
Журавлёвское се́льское поселе́ние (укр. Журавлівське сільське поселення, крымскотат. Журавлёвка кой юрту, Минълерчик кой юрту) — муниципальное образование в составе Симферопольского района Республики Крым России.

## География
Поселение расположено на северо-западе района, в степном Крыму. Граничит на севере с Красногвардейским, на западе — с Сакским районами, на юге с Гвардейским и Родниковским сельскими поселениями и на востоке — с землями Широковского сельского поселения.
Площадь поселения 47,09 км².
Основная транспортная магистраль: автодорога 35Н-550 от шоссе Красноперекопск — Симферополь до Журавлёвки (по украинской классификации — автодорога С-0-11357).

## Население
| 2001  | 2014  | 2015  | 2016  | 2017  | 2018  | 2019  |
| ----- | ----- | ----- | ----- | ----- | ----- | ----- |
| 1868  | ↘1813 | ↗1819 | ↗1850 | ↗1863 | ↘1851 | ↘1839 |
| 2020  | 2021  |       |       |       |       |       |
| →1839 | ↘1629 |       |       |       |       |       |

## Состав
В состав поселения входят 3 села:
| № | Населённый пункт | Тип населённого пункта | Население на 2014 год |
| - | ---------------- | ---------------------- | --------------------- |
| 1 | Журавлёвка       | село, центр            | ↗1368                 |
| 2 | Сторожевое       | село                   | ↘202                  |
| 3 | Сумское          | село                   | ↘243                  |

## История

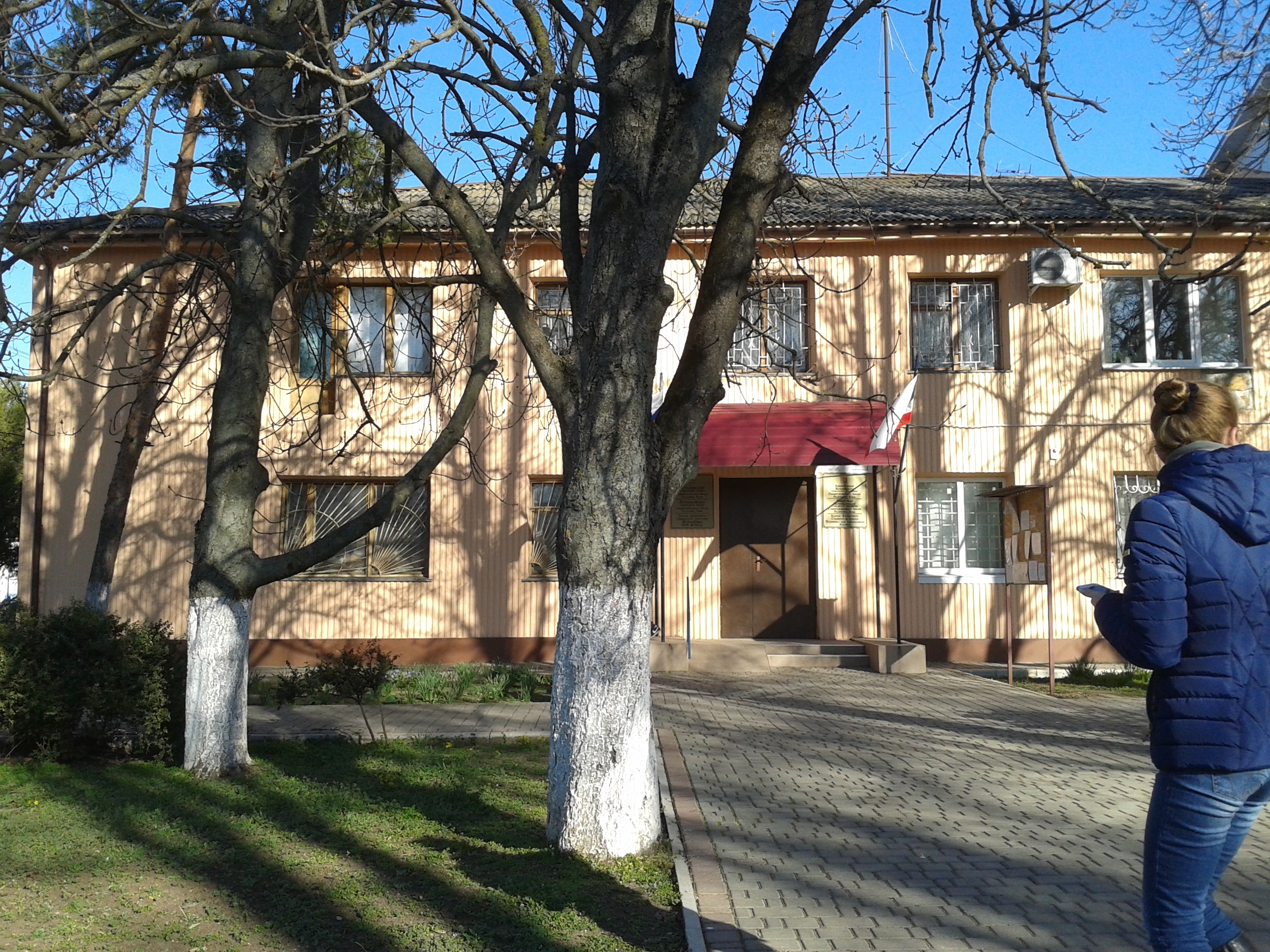
Здание сельской администрации.

Решением Крымоблисполкома № 101 от 18 февраля 1977 года в Крымской области УССР в СССР был образован Журавлёвский сельский совет (по данным книги «Города и села Украины. Автономная Республика Крым. Город Севастополь. Историко-краеведческие очерки» — в 1975 году).
С 21 марта 2014 года в составе Крыма аннексировано Россией. Законом «Об установлении границ муниципальных образований и статусе муниципальных образований в Республике Крым» от 4 июня 2014 года территория административной единицы была объявлена муниципальным образованием со статусом сельского поселения.